# Igor Alexandrowitsch Alimow
Igor Alexandrowitsch Alimow (russisch Игорь Александрович Алимов; * 1964) ist ein russischer Ethnologe und Sinologe. Er ist Leiter des Departments für Ost- und Südostasien des Peter-der-Große-Museums für Anthropologie und Ethnographie (Kunstkamera) der Russischen Akademie der Wissenschaften. Er ist Projektkoordinator von Oriental Pantheon.